# ستيف مفو
ستيف مفو (بالفرنسية: Steve Mvoué) (مواليد 2 فبراير 2002) هو لاعب كرة قدم كاميروني يلعب في مركز الوسط في نادي تولوز.

## روابط خارجية
- ستيف مفو على موقع قاعدة بيانات كرة القدم.إي يو (الإنجليزية)
- ستيف مفو على موقع ليكيب (الفرنسية)
- ستيف مفو على موقع ناشيونال فوتبول تيمز (الإنجليزية)
- ستيف مفو على موقع Soccerway.com (الإنجليزية)
- ستيف مفو على موقع عالم كرة القدم.نت (الإنجليزية)